# لیبل اس‌جی
لیبل اس‌جی (انگلیسی: Label SJ) یک شرکت اختصاصی تأسیس شده توسط اس‌ام انترتینمنت در ۶ نوامبر ۲۰۱۵ برای گروه پسرانه اهل کره جنوبی، سوپر جونیور است.